# Karl-Axel Kullerstrand
Karl-Axel Kullerstrand (* 1. März 1892 in Stockholm; † 14. Mai 1981 in Täby, Schweden) war ein schwedischer Leichtathlet, der sich auf den Hochsprung spezialisiert hatte.
Erstmals in Erscheinung trat Karl-Axel Kullerstrand bei den Landesmeisterschaften 1911, die er gewinnen konnte. Er wurde vom schwedischen NOK zur Teilnahme an den Olympischen Spielen 1912 in Stockholm eingeladen. Er war der einzige von sieben zum Wettkampf angetretenen Schweden, der sich für das Finale qualifizieren konnte. Die Qualifikationshöhe von 1,83 m hatte er dabei im ersten Versuch überwunden. Im Finale schaffte er wieder 1,83 m, scheiterte jedoch drei Mal an der nächsten Höhe von 1,85 m. Kullerstrand rangierte damit auf dem achten Platz.
Während des Ersten Weltkrieges musste sich Kullerstrand damit begnügen, an lokalen Sportveranstaltungen teilzunehmen, da es so gut wie keine internationalen Wettkämpfe gab. 1916 und 1917 wurde er wieder schwedischer Meister. Im Juni 1917 sprang er mit 1,89 m neuen schwedischen Rekord. Mit dieser Leistung belegte er Platz 2 der Weltjahresbestenliste von 1917.
In späteren Jahren war Kullerstrand zwar noch weiter aktiv, konnte jedoch auf Grund einer Rückenverletzung nicht mehr an seine alten Leistungen anschließen.